# Municipio de Mayfield (Illinois)
El municipio de Mayfield (en inglés: Mayfield Township) es un municipio ubicado en el condado de DeKalb en el estado estadounidense de Illinois. En el año 2010 tenía una población de 929 habitantes y una densidad poblacional de 10,2 personas por km².

## Geografía
Según la Oficina del Censo de los Estados Unidos, el municipio tiene una superficie total de 91.07 km², de la cual 90,5 km² corresponden a tierra firme y (0,63 %) 0,57 km² es agua.

## Demografía
Según el censo de 2010, había 929 personas residiendo en el municipio de Mayfield. La densidad de población era de 10,2 hab./km². De los 929 habitantes, el municipio de Mayfield estaba compuesto por el 93,97 % blancos, el 2,48 % eran afroamericanos, el 0,11 % eran amerindios, el 1,4 % eran asiáticos, el 0,86 % eran de otras razas y el 1,18 % eran de una mezcla de razas. Del total de la población el 3,88 % eran hispanos o latinos de cualquier raza.